# (17351) Pheidippos
(17351) Pheidippos (1973 SV) – planetoida z grupy trojańczyków okrążająca Słońce w ciągu 11,79 lat w średniej odległości 5,18 j.a. Odkryta 19 września 1973 roku.